# Кефал
Кефал је у грчкој митологији син бога Хермеса и његове љубавнице Херсе, кћерке првог атинског краља Кекропа. Према другом предању, он је Дејонов и Диомедин син.

## Митологија
Кефал је био леп као бог, а и његова жена је била равна њему. Он је, поред своје жене Прокриде, волео још само лов, и није тежио ни за влашћу, а ни чезнуо за другим женама. Кефал је, са својом женом живео срећно и задовољно све до тренутка када се у њега није заљубила богиња зоре Еос и однела га на крај света.
Кефал је, упркос свим настојањима богиње Еос, сачувао своју љубав према Прокриди и стално је молио Еос да га врати кући. На крају је Еос пристала да га врати, али под једним условом - да се он сам увери да ли је његова жена верна њему исто толико колико он њој. Кефал је пристао на тај услов и вратио се кући преображен у други лик.
У почетку је било управо онако како је Кефал и очекивао да буде. Прокрида је одбијала све његове понуде и удварања, стално понављајући да је она удата жена и верна своме мужу. Када је он покушао убедити да је њен муж мртав и да се неће вратити кући, Прокрида је одговорила да ће му она остати верна и ако је мртав. Кефал је тада пред Прокриду ставио прекрасан накит и она се поколебала. У часу када више није била верна супруга, Еос је вратила Кефалу његов прави лик, а Прокрида је понижена и постиђена побегла у планине.
Дуго времена Кефал није могао да се опорави од разочарања које је доживео, али, како је време пролазило у њему се поново јављала чежња за Прокридом и он је, напокон отишао да је тражи.
Кефал је, после дужег тражења, пронашао Прокриду која је била у пратњи богиње Артемиде, па му је она, као свом великом поштоваоцу вратила Прокриду. Артемида је дозволила Прокриди да поклони Кефалу дарове које је она њој поклонила - чаробно копље које никада не промаши свој циљ и ловачког пса коме ниједно живо биће не може побећи.
Вративши се кући њих двоје су наставили са својим мирним животом, док једног дана, Прокриди, један пастир не рече у поверењу да њен Кефал одлази у шуму и дозива неку „Нефелу“. Пастир није знао да је „Нефела“ богиња облака и да је Кефал дозивао облак, да би се у његовој сенци могао одморити после лова.
Прокрида је идућег јута пошла раније од Кефала у шуму и сакрила се близу пропланка где се Кефал обично одмарао. После извесног времена појавио се Кефал, а Прокрида, када је зачула његове речи:

„О, Нефело, љубави пуна, дођи и одагнај умор мој...“

је била сигурна да је Кефал дошао на састанак са богињом, и заплакала се од жалости. Кефал, зачувши шум из грмља у коме је била Прокрида, мислећи да је то шум скривене дивљачи, баци копље и када зачу крик своје жене схватио је кога је погодио. Рана је била смртоносна, те Кефал узе у наручје Прокриду и објасни јој трагични неспоразум, тако да је Прокрида умрла са осмехом на уснама.
Као што је био обичај у Грчкој, после убиства Кефал је напуститио своје родно место и населио се у град Тебу где је помогао да се град ослободи две теумешке лисице. Лисицама је Теба морала, сваког месеца, приносити по једног дечака као жртву. Кефал је, са краљем Амфитрионом пошао у рат против непријатеља Тебе, Тафија, а после победе је као награду добио од краља Амфитриона острво на западној обали Пелопонеза, којем је дао своје име - Кефалонија.